# Martina Guiggi
Martina Guiggi (Pisa, 1º maggio 1984) è un'ex pallavolista italiana, di ruolo centrale.

## Carriera

### Club
La carriera di Martina Guiggi inizia nel 1998 quando gioca per la Pecciolese in Serie C1; nel 2000 entra a far parte del progetto federale del Club Italia.
Nella stagione 2001-02 avviene il suo esordio nella pallavolo professionistica grazie all'ingaggio da parte dell'AGIL di Novara, in Serie A1, club nel quale milita per due stagioni, per poi passare, nell'annata 2003-04, alla neonata Asystel, a cui la squadra precedente aveva ceduto il titolo sportivo: durante la sua permanenza in Piemonte vince la Coppa CEV 2002-03, la Supercoppa italiana 2003 e Coppa Italia 2003-04.
Nella stagione 2004-05 passa alla Robursport Pesaro, il cui sodalizio dura per sette annate, aggiudicandosi tre scudetti, una Coppa Italia, quattro Supercoppe italiane, oltre ad una Coppa CEV 2005-06 ed una Coppa CEV 2007-08.
Nella stagione 2011-12 passa al Villa Cortese, mentre per il campionato successivo difende i colori del Chieri Torino, venendo però ceduta a stagione in corso al River di Piacenza, con cui vince la Coppa Italia e lo scudetto.
Si trasferisce in Cina nella stagione 2013-14 al Guangdong Hengda, anche se nella stagione successiva torna nuovamente in Italia, ancora una volta al club di Novara, dove resta per due annate e vince la sua Coppa Italia 2014-15.
Nella stagione 2016-17 veste la maglia dal Bergamo mentre in quella successiva è al Casalmaggiore, sempre in Serie A1. Per il campionato 2018-19 si accasa al club greco dell'Aias Evosmou, in A1 Ethnikī dove gioca nell'inedito ruolo di opposto, terminando anzitempo il rapporto con la squadra ellenica nel febbraio 2019 per seguire il marito Mitar Đurić, appena ingaggiato dallo Stade Poitevin, in Francia. Dopo un'annata di inattività per maternità, rientra in campo nella stagione 2020-21 quando si trasferisce nella 1. DOL slovena firmando per il Kamnik: tuttavia, pochi mesi dopo, interrompe l'attività per una nuova gravidanza, a seguito della quale annuncia il suo ritiro.

### Nazionale
Nel 2002  ottiene le prime convocazioni in nazionale, esordendo nel Montreux Volley Masters, in una partita contro il Giappone, dove poi vince la medaglia d'argento.
Negli anni successivi si aggiudica la medaglia d'argento al World Grand Prix 2005 e tre medaglie di bronzo consecutive nella stessa competizione dall'edizione 2006 a quella 2008, oltre a due medaglie d'oro, nel 2007, sia al campionato europeo che alla Coppa del Mondo. Ottiene le ultime convocazioni per i Giochi della XXXI Olimpiade di Rio de Janeiro.

## Palmarès

### Club
- Campionato italiano: 4

2007-08, 2008-09, 2009-10, 2012-13
- Coppa Italia: 4

2003-04, 2008-09, 2012-13, 2014-15
- Supercoppa italiana: 5

2003, 2006, 2008, 2009, 2010
- Coppa CEV: 1

2007-08
- Coppa CEV: 2

2002-03, 2005-06

### Nazionale (competizioni minori)
- Montreux Volley Masters 2002
- Trofeo Valle d'Aosta 2005
- Montreux Volley Masters 2005
- Trofeo Valle d'Aosta 2006
- Trofeo Valle d'Aosta 2008
- Giochi del Mediterraneo 2009

### Premi individuali
- 2006 - Coppa CEV: Miglior muro